# MOXA
Moxa（モクサ）は、産業用イーサネット・スイッチとシリアル通信デバイスの台湾メーカー。
産業用シリアルイーサネット変換器、産業用のイーサネットスイッチ、産業用の無線LAN機器などは世界でもトップシェアを誇る。
単純な接続に限らずDXに必要となる、サイバーセキュリティ対策やクラウド接続など顧客ニーズに合わせた製品の開発、供給を続けている。

## 沿革
- 1987年 設立。
- 1995年 中国支社を開設。
- 2010年 インド支社を設立。
- 2020年 Moxa Japan合同会社を設立。